# Wir (album Natanaela)
Wir – minialbum polskiego zespołu reggae Natanael.

## Lista utworów
1. "Dobra siła"
2. "Przypowieść o stworzeniu świata"
3. "Regular music"
4. "Vital vortex"
5. "Positive"

## Skład
- Konrad Włodarz - gitara, wokal
- Paweł Włodarz - bas
- Bartek Wręczycki - perkusja
- Kamil Ostrowski - gitara